# Чудов монастырь
Чу́дов монастырь (старинные названия — Великая Лавра, или «Чудо») — кафедральный мужской монастырь в восточной части Московского Кремля. Основан 21 ноября 1365 года митрополитом Алексием, был разрушен в 1929—1932 годах. Название происходит от посвящения соборного храма монастыря — во имя Чуда святого Архистратига Михаила в Хонех.
В монастыре крестили младенцев царского рода: сыновей и дочь Ивана Грозного, в 1629 году — будущего царя Алексея Михайловича, в 1672 году — Петра I, в 1818 году — Александра II. На территории монастыря хоронили монахов и светскую аристократию (князей Трубецких, Куракиных, Хованских). Его использовали для заточения противников церкви и государства. В числе узников были: митрополит Исидор, архиепископ Новгородский Феофил, архиепископ Геннадий (Гонзов), князь-инок Вассиан (Патрикеев), царь Василий Шуйский и   патриарх Гермоген.

## История

### Основание

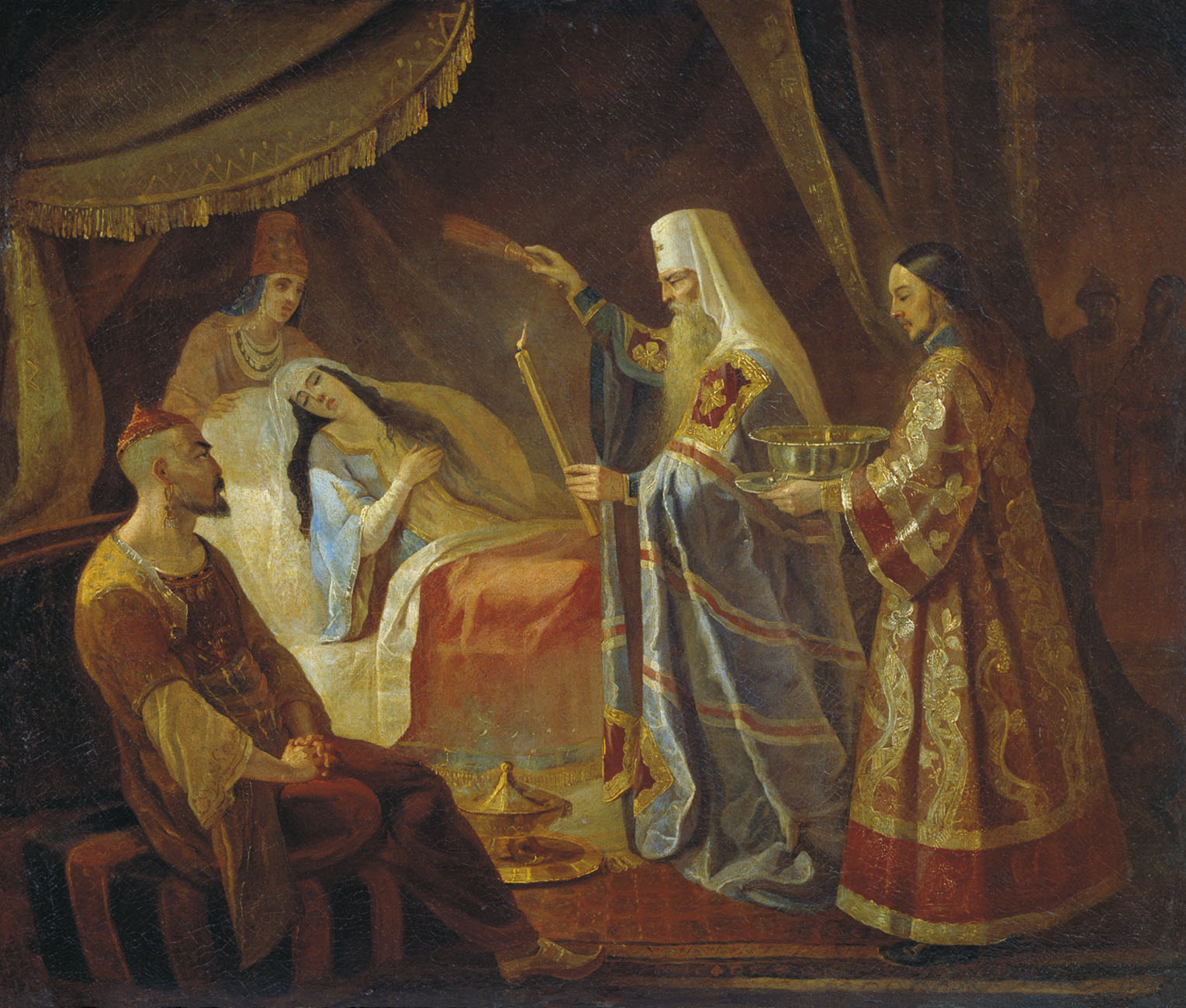
Яков Капков. Святитель Алексий исцеляет ханшу Тайдулу от слепоты. Рисунок XIX века.

В 1357 году хан Джанибек вызвал в Золотую Орду митрополита Киевского и всея Руси Алексия, чтобы тот исцелил ослепшую мать хана — Тайдулу. Вернув ей зрение, в благодарность святитель получил во владение земельный участок в Кремле, на котором находился Ордынский посольский двор. На этом месте в 1365 году он заложил церковь во имя Чуда Архангела Михаила в Хонех и основал при ней общежительный мужской монастырь. Церковь была выстроена за один год.
Митрополит Алексий скончался 12 февраля 1378 года, «великаго ради смиренномудрия» завещав похоронить его у алтаря соборной церкви, однако великий князь Дмитрий Донской, посоветовавшись с боярами, приказал совершить погребение святителя в Благовещенском приделе этого храма.

### XV век

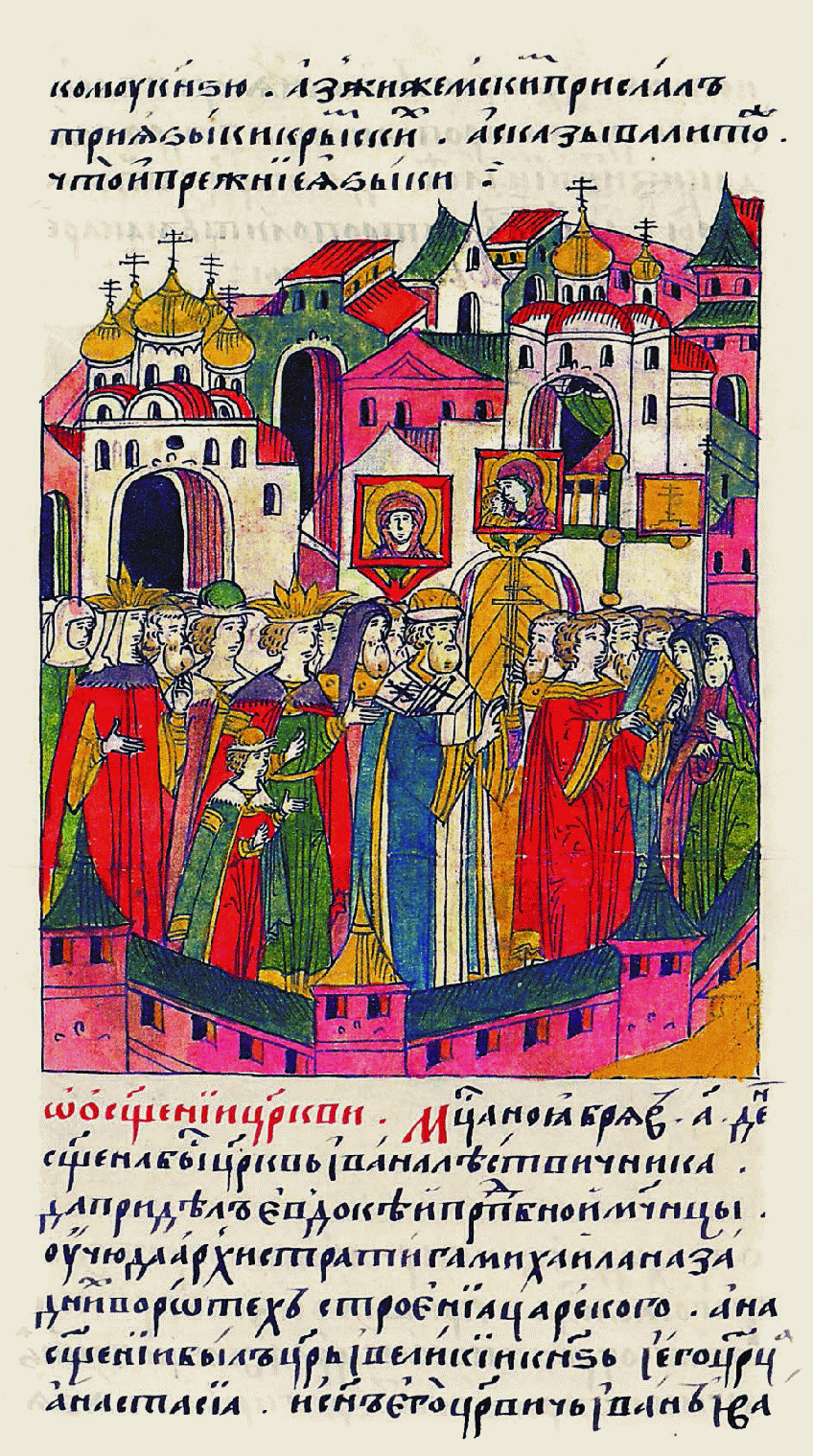
Освящение церкви Иоанна Лествичника. Миниатюра Лицевого летописного свода, XVI век

В 1431 году верх собора обрушился во время служения литургии; здание снесли. При закладке на том же месте нового храма были обнаружены мощи святителя Алексия, которые были с подобающими почестями положены в Благовещенском приделе нового собора, оконченного постройкой в 1438 году. Уступая своему предшественнику по вместительности, этот храм превосходил его богатым убранством и высотой. Он был «трикровен», «выспрь всходы имея». Относительно первого определения толкования учёных разнятся. И. Е. Забелин полагал, что оно указывает на трёхглавое завершение храма, однако по мнению В. П. Выголова и Н. Н. Воронина это слово означает, что храм был трёхэтажным, то есть был поставлен на двухъярусный подклет. В 1485 году в монастыре была построена трапезная церковь Святителя Алексия, в которую из Чудовского собора были торжественно перенесены его мощи.

### XVI век
В 1501 году собор был снова разобран. На его месте итальянские мастера возвели новый храм, освящённый 6 сентября 1503 года.
В 1518 году в Россию для перевода Толковой Псалтири прибыл учёный афонский монах Максим Грек, местом жительства которого был определён Чудов монастырь.
Монастырь пострадал от Московского пожара 1547 года.
В 1556 году в честь рождения у Ивана Грозного царевны Евдокии на воротах Чудова монастыря была построена церковь Иоанна Лествичника с приделом мученицы Евдокии.

### XVII век

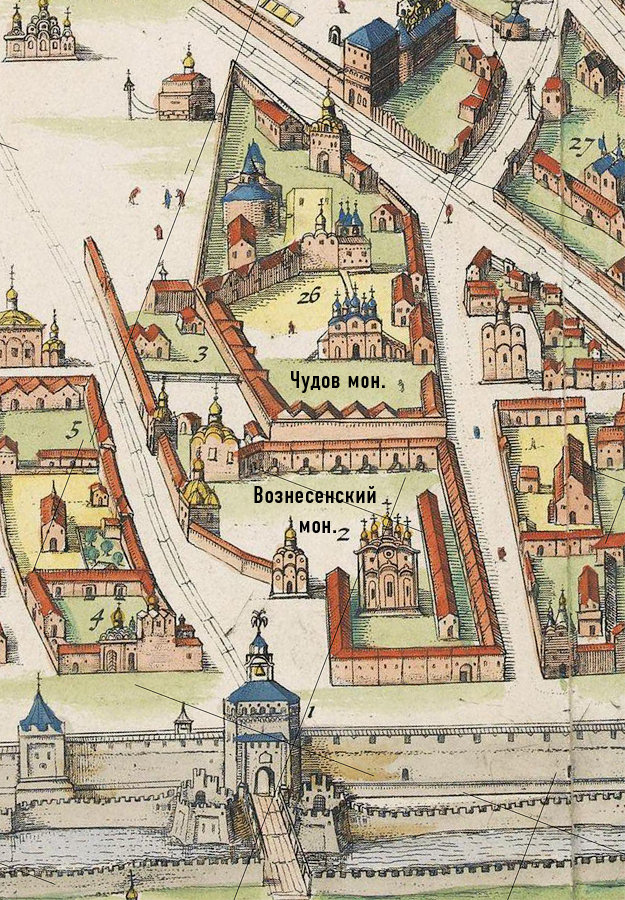
Чудов монастырь на плане «Кремленград» на начало XVII века.

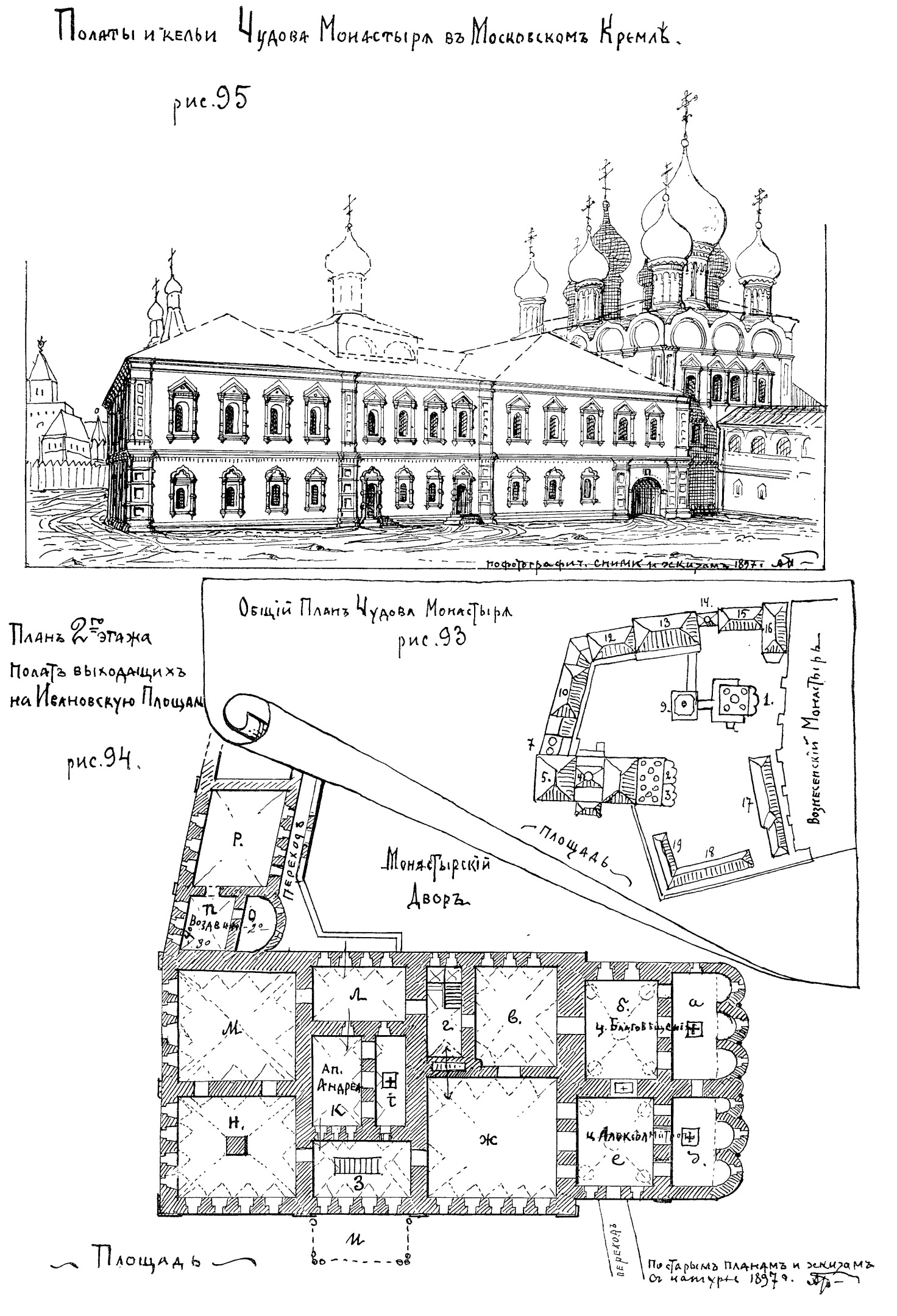
Вид и план Чудова монастыря на начало XVIII века. Рис.1897 г.

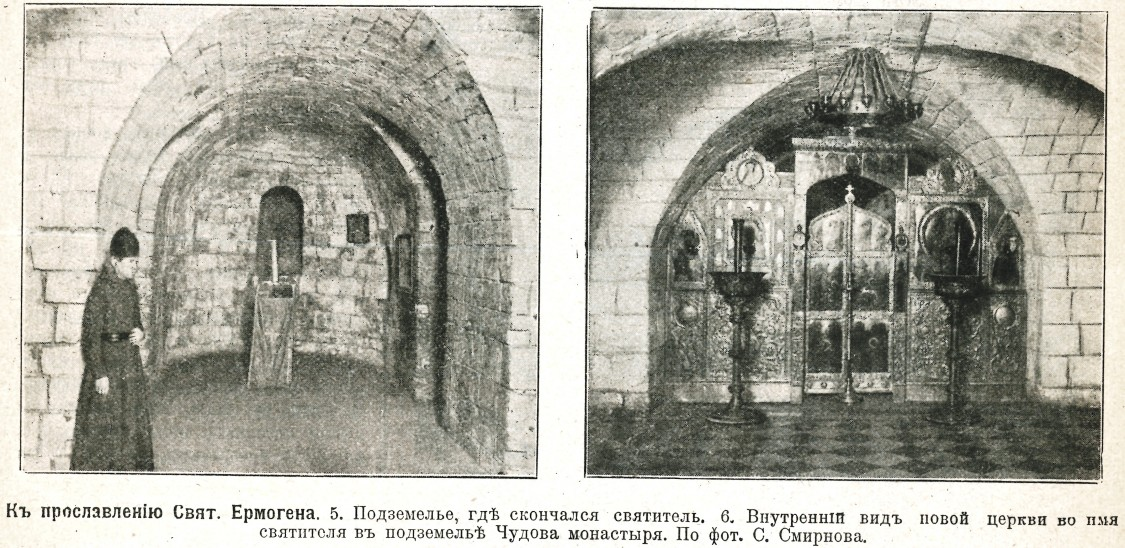
Келья, где в 1612 погиб патриарх Гермоген, и новая церковь в честь него в подземелье Чудова монастыря, 1913 г.

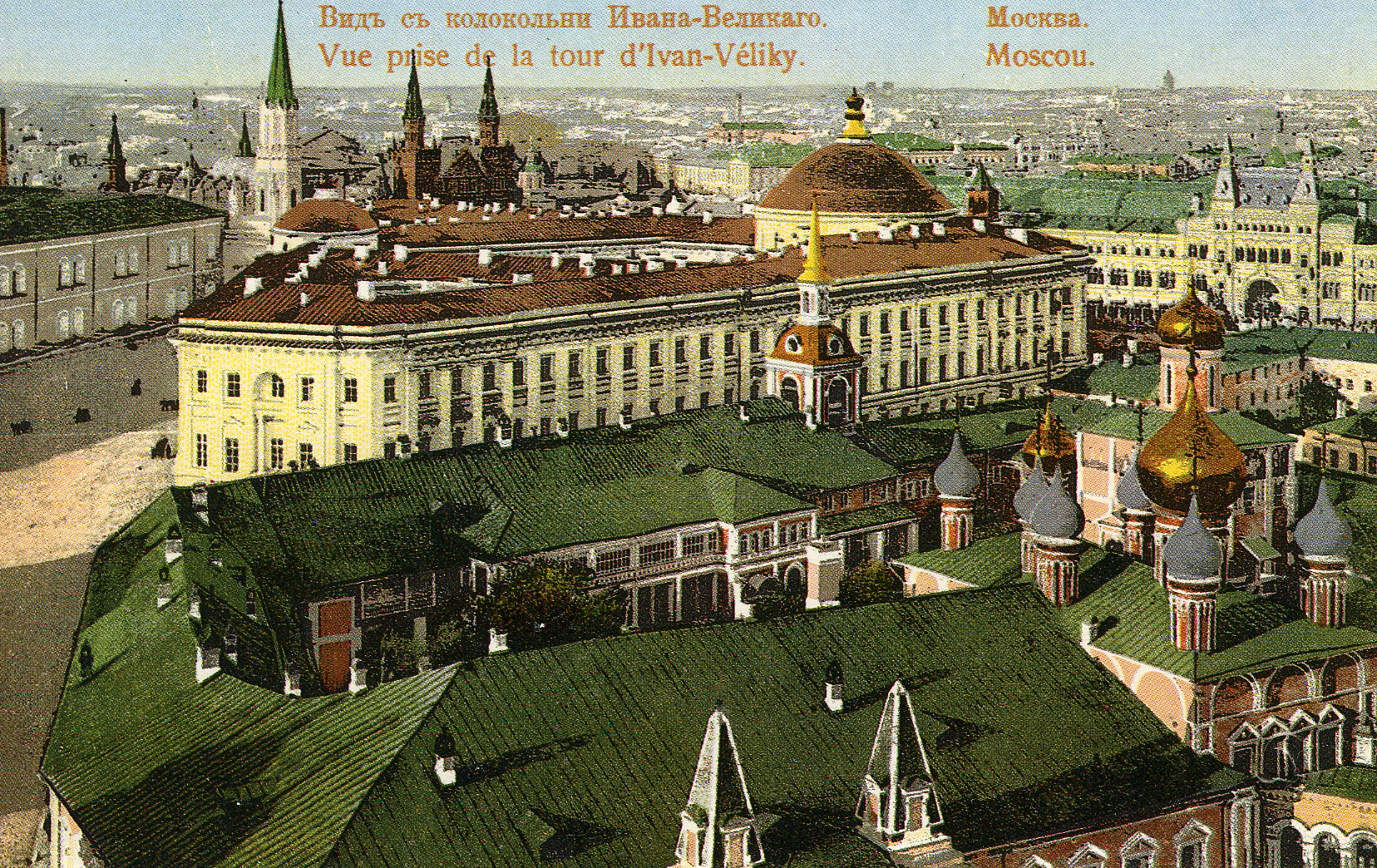
Вид с колокольни на Чудов монастырь в 1892 году.

В 1601—1602 годах в монастыре жил Григорий Отрепьев, предположительно ставший  Первым Лжедмитрием. Игумен монастыря Пафнутий, при котором Отрепьев пришёл в обитель, был активным участником событий Смутного времени на стороне Романовых.
В 1610 году здесь был насильно пострижен в монахи царь Василий Шуйский. В 1611—1612 годах в монастыре был заточён и уморен голодом патриарх Гермоген, призывавший к борьбе с польскими интервентами.
В 1619 году патриарх Филарет основал в Чудовом монастыре греко-латинскую школу, в которой сперва преподавал Арсений Грек, а после его ссылки в Соловецкий монастырь — Епифаний Славинецкий.
В 1626 году в монастыре произошёл пожар, в результате которого пострадал и частично обрушился соборный храм. Вскоре после восстановления для него был создан новый иконостас, куда вмонтировали уцелевшую при пожаре древнюю икону. Собор был соедининён переходом с архиерейскими покоями.
В 1680—1686 годах старая церковь Святителя Алексия, прилегающая к ней трапезная и другие палаты были перестроены по чертежам царя Фёдора Алексеевича. Новый корпус также включал в себя церкви Благовещения Пресвятой Богородицы и Святого Апостола Андрея Первозванного.
В XVII веке Чудов монастырь являлся духовным центром Московского государства и назывался Великой Лаврой.

### XVIII век
В 1702 году после пожара была возобновлена позолота на главах (вероятно, лишь средних) и крестах Алексеевской и Благовещенской церквей, просуществовавшая до 1737 года.
Настоятели монастыря часто служили на высоких архиерейских местах, поэтому в 1723 году был подписан указ, разрешающий принимать в обитель только монахов, достойных стать руководителями в духовном ведомстве.
В 1744 году по указу императрицы Елизаветы Петровны в монастыре учредили кафедру Московского архиерея.
По описи 1763 года в монастыре находились следующие строения:
Соборная церковь Архангела Михаила. Однопрестольная, пятиглавая, на главах восьмиконечные кресты, средняя глава крыта медью и позолочена, остальные главы и церковь крыты жестью, окрашенной зелёной краской. Вокруг церкви с трёх сторон была паперть с 12 оконницами и каменными лестницами, крытая железом, окрашенным также зелёной краской. От собора к Благовещенской церкви и к архиерейским покоям шли каменные, на столбах со сводами и без сводов, крытые переходы с 31 окошком, у которых возле храма стояла колокольня, «четвероугольная в пять ярусов». В четвёртом восьмигранном ярусе находилась библиотека, а в пятом, с 8 окнами-слухами, висели 12 колоколов; верх колокольни завершался барабаном с 8 окнами и главой с железным крестом.
Церкви Алексия Митрополита и Благовещения Пресвятой Богородицы. Полы обеих церквей были покрыты чугунными плитами. Алтари соединялись проходом с дверью. Перед церквями находились обширные трапезные, причём в Благовещенской трапезной в стене была устроена палатка, где продавался «чудотворцев мёд», а из Алексеевской трапезной был выход на паперти, от которых спускалась лестница на Ивановскую площадь, где стояло «крыльцо на двух столбах одинаких и двух тройных, при оных 4 жестяные трубы со змейками для сбегу с кровли воды; крыша крыльца железная; сверх оной две дуги железные, наверху дуг яблоко медное позлащенное, сверх яблока звезда с крестом» . В одном корпусе с этими двумя церквями находилась небольшая церковь Андрея Первозванного, за которой следовала Братская трапезная и рядом с ней палата, в которой «про братию раздают кушанье». Окна этих палат смотрели на церковь Двенадцати Апостолов. Три церкви с трапезными и братская трапеза с палатой были покрыты в одну линию железной кровлей красного цвета. Десять глав Алексеевской и Благовещенской церквей были обиты лужёным железом, глава церкви Андрея Первозванного была также обита железом, но выкрашена зелёной краской. В нижнем этаже находились хозяйственные помещения.
С западной стороны на 30 сажен протягивались трёхэтажные братские кельи со служебными палатами: пирожной, поварней, квасным погребом, пивоварней. Перед кельями находились деревянные переходы на каменных столбах и каменные парапеты. С северной стороны такой же корпус простирался на 14 сажен. В связи с ним внутри двора возвышалось здание в три этажа, в верхнем из которых находились архиерейские покои с Крестовой палатой, залом, столовой, библиотекой и ещё двумя помещениями. Здание это простиралось от угла западной стороны до задних ворот, которые были створчатые железные, с калиткой. Над ними находилась крестовая церковь Платона и Романа (бывшая Иоанна и Евдокии), одноглавая, барабан с 8 окнами, «сверх главы яблоко позлащенное»; глава и церковь были крыты железом и выкрашены зеленой краской. В церкви были деревянные хоры деревянные с росписями, и дощатый пол. Перед ней находился «парапет деревянный с перилами»; всход к церкви каменный, шириной полтора аршина. Эта церковь впоследствии была переосвящена во имя Всех Святых. По другую сторону ворот, по направлению к востоку протягивалось на 13 сажен другое двухэтажное здание с судейской, подьяческой, архивной палатами и кельей. С восточной стороны от угла северной находились двухэтажные наместничьи кельи (в длину 9 сажен) с пятью помещениями в верхнем ярусе.
Затем простиралось на 34 сажен другое двухэтажное здание, соединявшееся с Воздвиженской церковью, построенной в 1450 году В. Г. Ховриным. От этой церкви по южной стороне монастырской земли тянулись двухэтажные палаты в 26 сажен, когда-то принадлежавшие Головиным. С западной стороны находилась ещё одна двухэтажная постройка длиной 15 сажен с двумя палатами в верхнем ярусе.
Почти все вышеописанные здания ещё существовали, в переделанном и перестроенном виде, в начале XX века.
Территория монастыря с южной стороны на 47, а с западной на 30 сажен была огорожена каменной оградой, где впоследствии был построен Архиерейский дом.
Вне монастырской территории с северной стороны (на месте нынешнего Сената) находился построенный в форме неправильного прямоугольника каменный конюшенный двор с кельями и кладовыми. И. Е. Забелин предполагал, что он находился на территории древнего татарского Посольского двора.
До 1764 года монастырю принадлежало 18 600 крестьян и несколько подворий в Москве. В 1770-е годы в него свозили церковные архивы и утварь из упразднённых монастырей и подворий. Благодаря притоку денежных средств от множества паломников монастырь постоянно достраивался и поддерживался в хорошем состоянии. Он также занимался благотворительностью: нищим выдавалась милостыня, на праздники Чудов монастырь отправлял в тюрьмы продукты и деньги для узников.
Во время Чумного бунта в 1771 году в монастырь ворвалась толпа в поисках митрополита Амвросия, который запретил проведение молебнов у Боголюбской иконы Божией Матери из-за опасности распространения чумы. В результате погрома была уничтожена часть церковной утвари и разворованы погреба. Фельдмаршал П. С. Салтыков писал императрице Екатерине II: «Я нашёл Чудов монастырь в жалком состоянии».

В 1775 году к Чудову был приписан Перервинский монастырь.

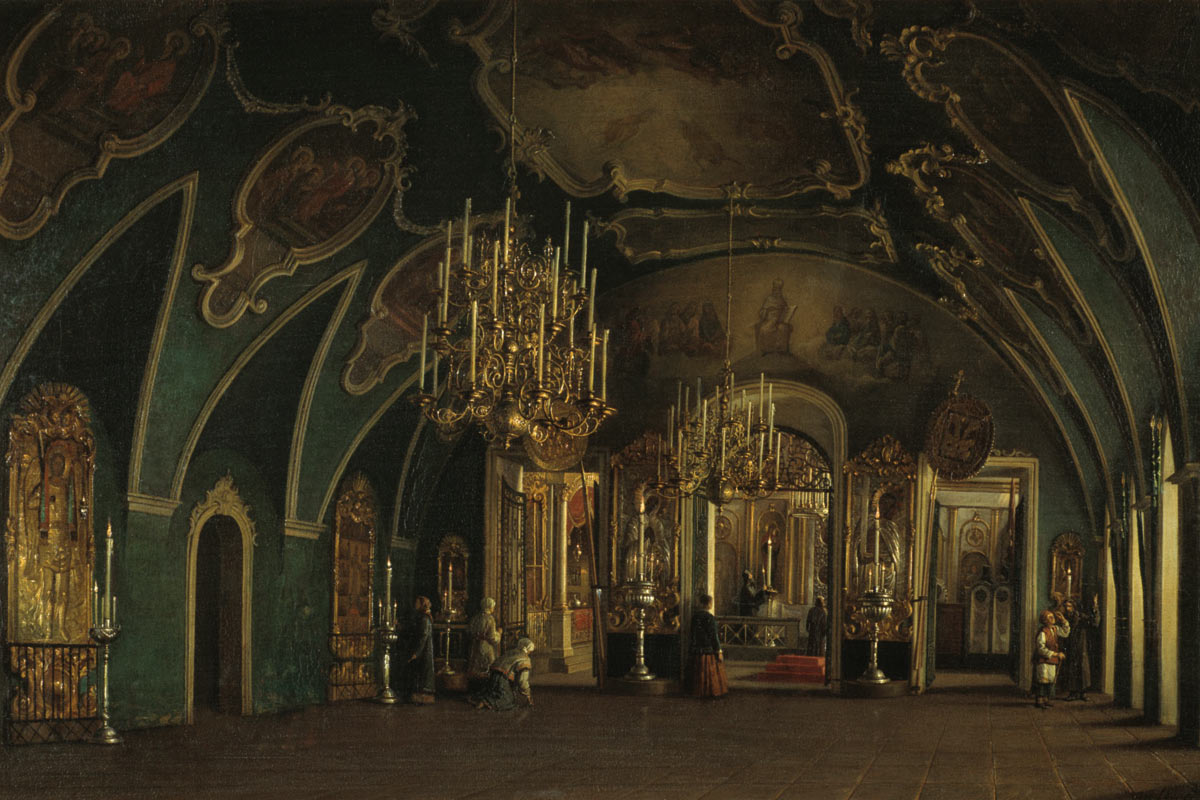
С. М. Шухвостов. Внутренний вид Алексеевской церкви Чудова монастыря в Московском Кремле. 1866 г.

Монастырский ансамбль был значительно перестроен при архиепископе (впоследствии митрополите) Московском Платоне. 1776—1777 годах по проекту М. Ф. Казакова был построен новый Архиерейский дом с домовой церковью, отличавшийся богатым убранством. В это же время была возведена новая колокольня и обновлены келейные корпуса, на монастырском дворе был устроен сад с фонтаном. К 1778 году были возобновлены росписи соборного храма. В 1779-м храм вновь был покрыт железом, глава обита медными вызолоченными листами, сломана паперть, переделаны крыльца, с западного входа пристроен портик, а с юга и севера — входы в подвал, до этого находившиеся под папертью; растёсаны окна. На Алексеевской и Благовещенской церквях вызолочены все главы с крестами, со стороны Ивановской площади пристроено готическое крыльцо.

### XIX — начало XX века

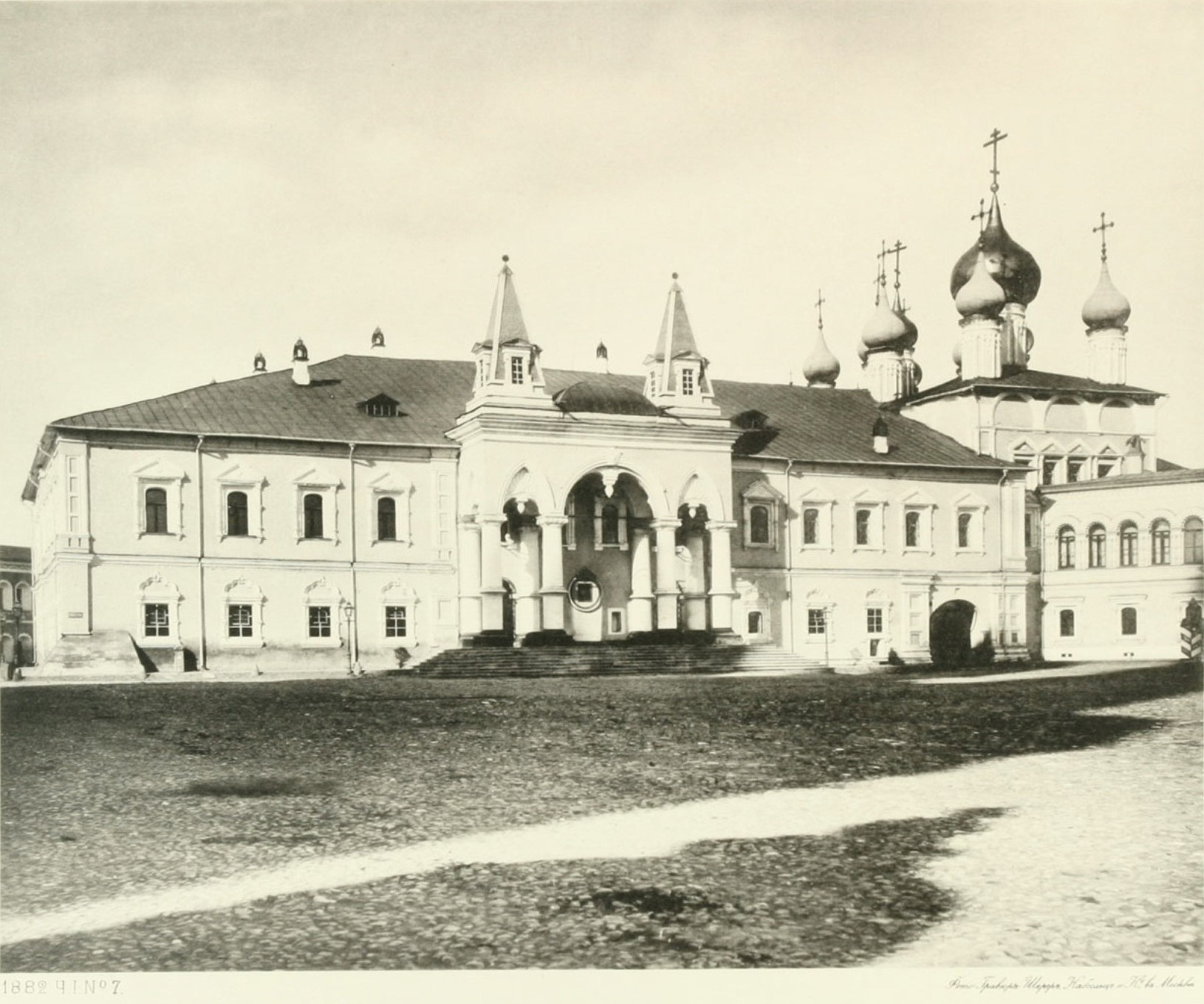
Чудов монастырь. Фотография из альбома Николая Найдёнова, 1882 год.

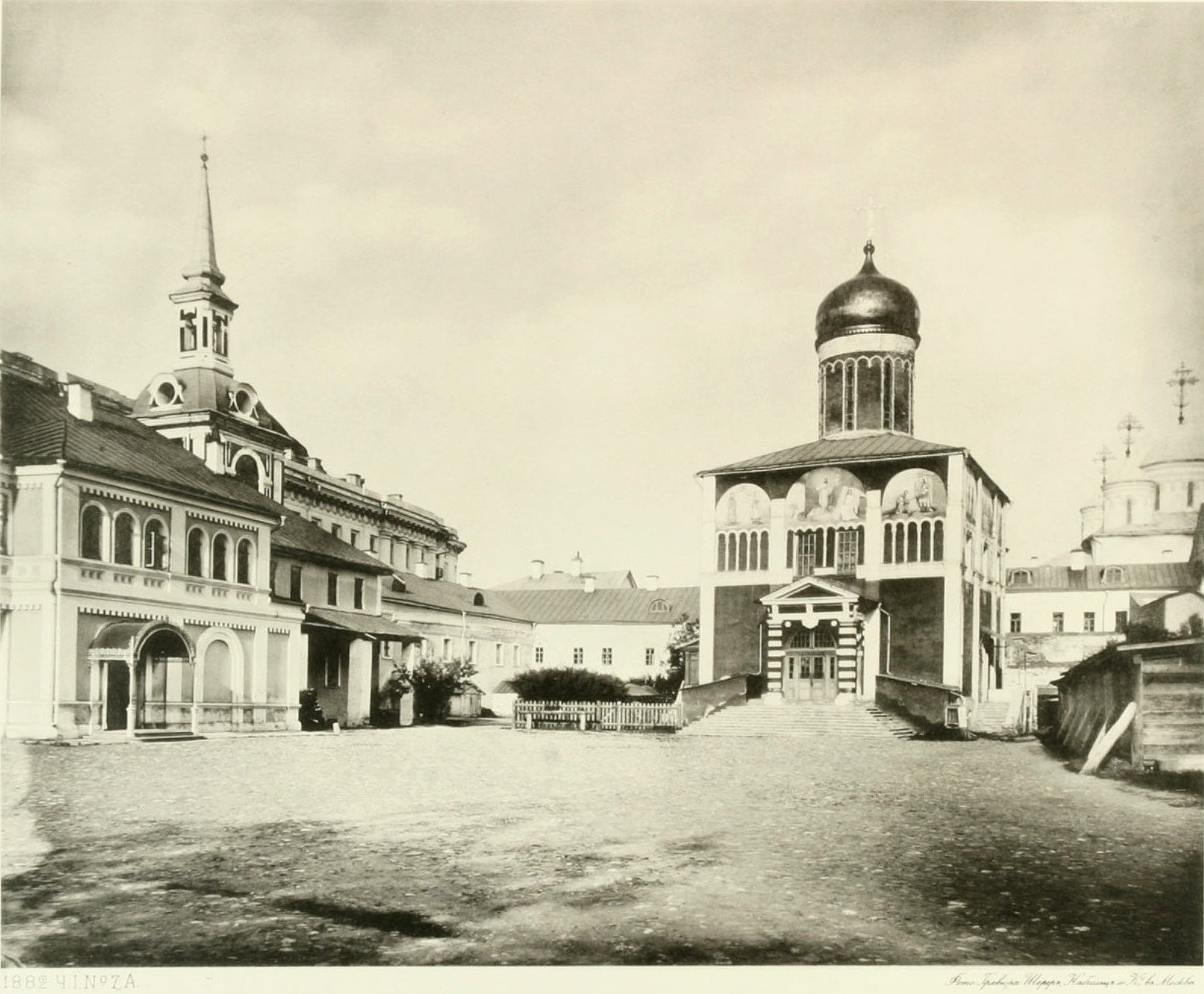
Собор и колокольня монастыря, 1882 г.

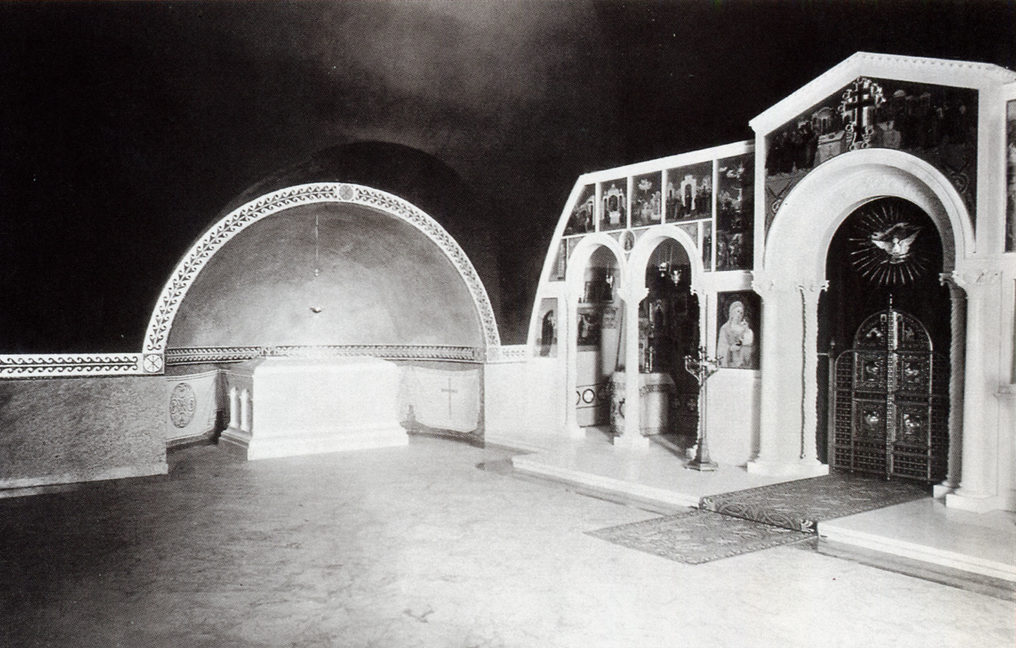
Усыпальница великого князя Сергея Александровича, 1908 г.

В 1812 году во время оккупации Москвы наполеоновскими войсками монастырь в очередной раз разграбили, некоторую церковную утварь переплавили, книги сожгли. На его территории разместился штаб гвардейских полков, а в алтаре соборной церкви была устроена спальня маршала Даву. По окончании Отечественной войны монастырь был восстановлен. В нём действовали Духовная консистория, Епархиальное попечительство и Духовный цензурный комитет. Впоследствии эти учреждения были переведены за пределы монастыря, а их помещения стали использоваться как братские кельи.
В 1818 году дом митрополита был передан в Дворцовое ведомство и впоследствии переименован в Николаевский дворец.
В ноябре 1826 года в Чудовом монастыре отмечали первую военную победу в Русско-персидской войне. Во время высочайших визитов в Москву Чудов монастырь наряду с кремлёвскими соборами включался в обязательный маршрут официальных церемоний. На другой день после приезда в Москву совершался торжественный выход в Успенский собор, откуда, в сопровождении духовенства, император шествовал в Чудов монастырь, прикладывался к мощам святителя Алексия и присутствовал на благодарственном молебне, после чего удалялся в Малый Николаевский дворец.
В 1870 году в монастыре построили помещение для 45 икон из Синодального архива. К 1913 году, когда их насчитывалось уже до 300, на основе коллекции провели Романовскую выставку памятников церковной старины.
В 1896 году в монастыре проживало 50 человек братии.
В начале XX века Чудов монастырь входил в группу пятнадцати самых богатых русских храмов. По данным на 1897 год его капитал составлял 498 тысяч рублей.
В 1906 году в подклете Алексиевской церкви по проекту архитектора В. П. Загорского был сооружён храм-усыпальница великого князя Сергея Александровича (убитого в Кремле в 1905 году) во имя преподобного Сергия Радонежского.
В 1911 году в колокольне вновь была устроена церковь, на этот раз освящённая во имя святителя Иосафа Белгородского.
13 мая 1913 года в подклете собора Чуда Архангела Михаила была освящена церковь святителя Гермогена, устроенная по проекту архитектора А. Ф. Мейснера.
Последним наместником монастыря с 1904 года был архимандрит Арсений (Жадановский) (с 1914-го — епископ Серпуховской, викарий Московской епархии). Он стремился приблизить Чудов монастырь по внутреннему строю к лучшим обителям того времени. Монахи были обязаны посещать все церковные службы и общую трапезу. Они могли покидать монастырь только с разрешения начальства. Вход женщин в ограду и кельи был запрещён. За входящими и выходящими из монастыря смотрел привратник, запиравший ворота в восемь часов вечера. Начинания нового наместника понравились далеко не всей братии, часть монахов покинула монастырь. Архимандриту Арсению приходилось приглашать иноков из других обителей.

### После революции
Осенью 1917 года во время Октябрьской революции Кремль обстреливали из тяжёлой артиллерии — в монастырь попали шесть снарядов, два из которых взорвались в митрополичьих покоях. После революции монахов изгнали, а в кельях устроили различные учреждения.

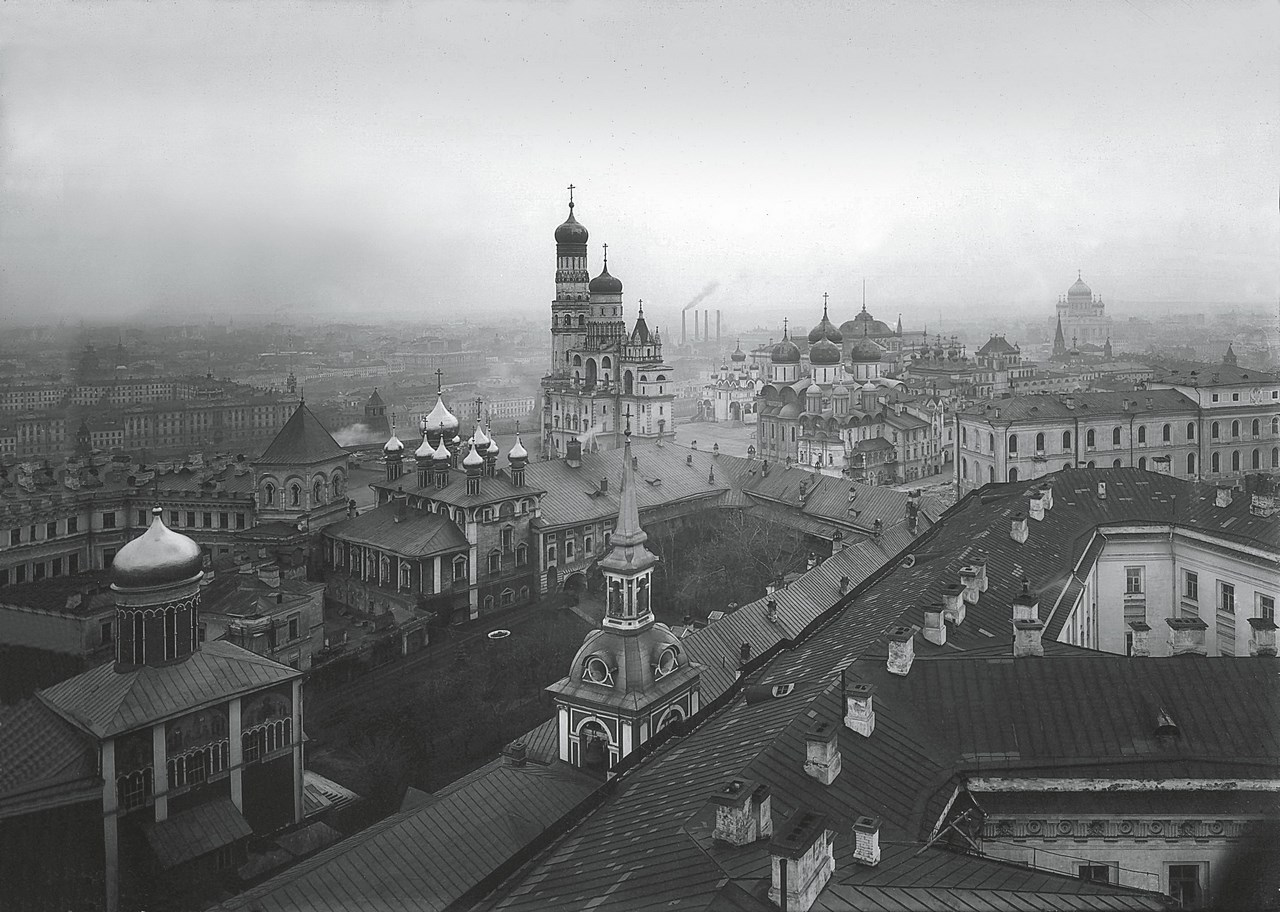
Вид на Чудов монастырь, 1920-е гг.

В 1918 году в монастыре открыли пулемётные курсы, годом позже преобразованные в Военную школу имени ВЦИК, а в 1919-м — кооператив «Коммунист». В 1923 году монастырь признали памятником архитектуры, несмотря на это уже через шесть лет было решено снести Малый Николаевский дворец, Чудов и Вознесенский монастыри. Перед сносом администрация Кремля вызвала живописца Павла Корина для демонтажа наиболее ценных фресок, однако не дала ему завершить работу, сохранившиеся фрагменты фресок и иконы поступили в Третьяковскую галерею, Исторический музей и Музей имени Андрея Рублёва.
Храм Чуда Архангела Михаила был разрушен 17 декабря 1929 года, а остальные постройки монастыря — снесены до 1932-го. В день сноса Алексиевской церкви архитектор-реставратор Пётр Барановский успел вынести из здания раку с мощами святителя Алексия, которые сперва перенесли в Успенский собор, а в 1947 году — в кафедральный Богоявленский собор в Елохове.
В 1934 году на месте разрушенных зданий по проекту Ивана Рерберга или Владимира Апышкова был построен 14-й корпус Кремля.

## Современность

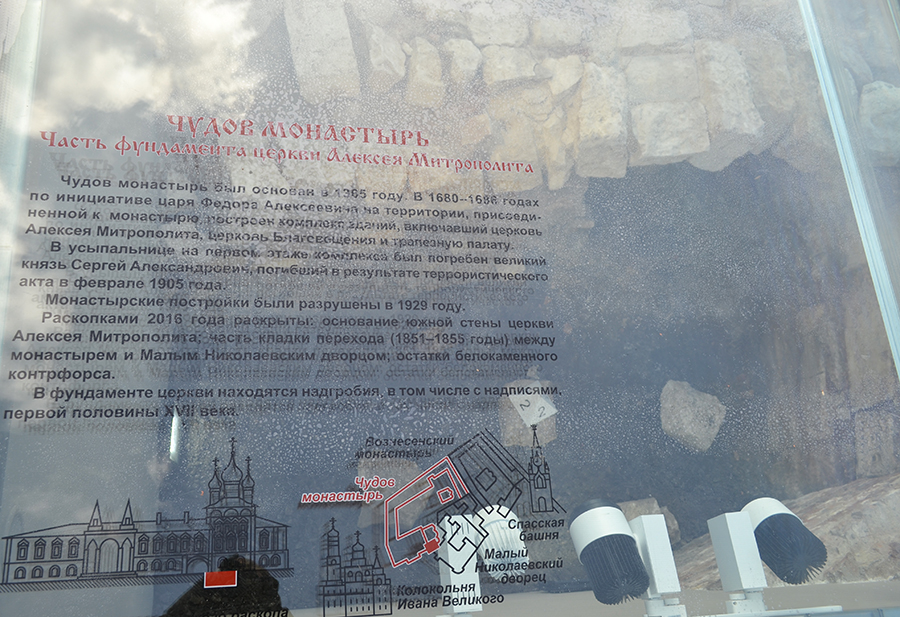
Фундаменты Чудова монастыря, 2017г.

Православные общественные деятели, например, публицист Виталий Аверьянов, регулярно высказываются о восстановлении монастырей в Кремле. В 2014 году президент Владимир Путин предложил восстановить Чудов и Вознесенский монастыри:
Как вы знаете, здесь в 30-е годы было возведено это здание, а исторически здесь находились два монастыря и церковь… Какая возникла идея: не восстанавливать этот новодел, а, наоборот, восстановить исторический облик этого места с двумя монастырями и церковью, но придав им, конечно, в сегодняшних условиях характер исключительно культурных ценностей».
Однако эксперты ЮНЕСКО выступали против строительства на территории Кремля и отмечали, что отсутствуют подробные чертежи и обмеры.
В 2016 году 14-й корпус Кремля был демонтирован, в январе следующего года на его месте открылись археологические окна с частями фундамента Чудова и Вознесенского монастыря и Малого Николаевского дворца.
В мае 2017 года Елена Гагарина, директор Музеев Московского Кремля, объявила об отказе от восстановления построек. Было объявлено также о намерении создать на этом месте музейный комплекс, на который заложили в федеральный бюджет 2018 года 470 млн рублей, и 504 млн руб. выделила мэрия Москвы.
Новый музей археологии Чудова монастыря, созданный на месте демонтированного 14-го корпуса Кремля, открылся 4 ноября 2020 года, в День народного единства. С экспозицией музея, являющегося уникальным, не имеющим аналогов на территории России, ознакомился президент РФ Владимир Путин. Над концепцией, проектом и организацией выставочного подземного пространства, занимающего полностью исследованную археологами площадь 500 квадратных метров, работали исключительно отечественные дизайнеры музейных экспозиций и мультимедийные студии. Часть экспонатов (фрагменты построек, саркофаги) оставлена внутри открытого многослойного археологического раскопа, под стеклянным полом, другие экспонируются в витринах кругового обзора и в специальных, вмонтированных в стены, витринах. Один из самых зрелищных экспонатов — реконструкция Северного портала собора Чудова монастыря: подлинные сохранившиеся камни на стеклянном каркасе, имитирующем портал.

## Монастырские церкви
| Фото | Название                                                                  | Дата      | Примечание |
| ---- | ------------------------------------------------------------------------- | --------- | --- |
|      | Собор Чуда Михаила Архангела в Хонех                                      | 1503      | Одноглавый четырёхстолпный храм был расписан изображениями чудес архангела и событий священной истории. Каждый из пяти поясов иконостаса отделялся карнизом, покрытым фольгой, иконы были отделены друг от друга галтелью. На внутренней арке царских врат были изображены семь таинств, три вселенских святителя, святые архидиаконы Стефан и Лаврентий, на самих вратах — иконы Благовещения и четырёх евангелистов работы Симона Ушакова. Над престолом храма находилась резная двенадцатиглавая сень, устроенная в 1641 году на монастырские средства мастером Петром Ремезовым, изнутри которой было изображение Богородицы с Младенцем в окружении библейских царей и пророков. Перед иконостасом висели три паникадила, пожертвованные Родионом Стрешневым в 1663 году. Под храмом находились двухъярусные подвалы. |
|      | Церковь святителя Алексия, митрополита Московского,                       | 1680-1686 | В ней совершались архиерейские и соборные богослужения, ежедневно служили позднюю литургию, вечерню и утреню. С 1820-х годов в церкви хранились трофеи Русско-Персидской войны. Интерьер украшал бронзовый иконостас, созданный в 1839 году архитектором М. Д. Быковским. Храм соединялся переходом с Малым Николаевским дворцом. По преданию, соблюдавшемуся в монастыре и в XX веке, в Алексеевскую церковь допускались только мужчины, а женщинам полагалось молиться в Благовещенской. |
|      | Церковь Благовещения Пресвятой Богородицы Чудова монастыря                | 1686      | Была возведена одновременно с Алексеевской церковью. Перед ними были устроены большие трапезные, а с Ивановской площади два разных входа, чтобы приходившие поклониться мощам святителя Алексия, помещавшимся под аркой, соединявшей обе церкви, молились раздельно. В храме находилась почитаемая в народе икона святого Николая Чудотворца. Над церковью Благовещения была монастырская ризница. |
|      | Церковь Андрея Первозванного в Чудовом монастыре                          | 1680-1686 | Примыкала к церквям Святителя Алексия и Благовещения, с которыми была выстроена в одно время. Впоследствии упразднена; восстановлена при митрополите Макарии (Булгакове). |
|      | Церковь Преподобного Сергия Радонежского                                  |           | |
|      | Церковь Святителя Иоасафа Белгородского                                   | 1911      | Устроена в 1911 в кельях наместника при колокольне (1779). |
|      | Церковь Святителя Гермогена Чудова монастыря (церковь патриарха Ермогена) | 1913      | устроена в подклете собора |

## Настоятели
…
- игумен Елисей Чечётка (упом. не позднее 1378)

…
- архимандрит Герасим

…
- игумен Питирим (1440—1447)
- архимандрит Феодосий (Бывальцев) (упом. 1453—23 июня 1454)

…
- архимандрит Феодосий (1462—1471)
- архимандрит Геннадий (Гонзов) (1470-е —12 декабря 1484)

…
- архимандрит Иосиф (1509—1515)
- архимандрит Иона (Собина) (упом. 1518 - не позднее 1544)
- архимандрит Михаил (1545—1548)

…
- архимандрит Левкий (уп. в 1565)
- архимандрит Леонид (1568/1570—4 декабря 1571)

…
- архимандрит Варлаам (Белковский) (упом. 1589—20 февраля 1592)
- архимандрит Геннадий (1592—16 февраля 1595)
- архимандрит Пафнутий (1595 — 1606)
- архимандрит Варлаам (в 1606)
- архимандрит Авраамий (1612—1619)

…
- архимандрит Геннадий (упом. 1626—1627)

…
- архимандрит Павел (1659—21 августа 1664)
- архимандрит Иоаким (Савёлов) (1664—22 декабря 1672)

…
- архимандрит Павел (15 сентября 1674—ок. 1678)
- архимандрит Адриан (1678—21 марта 1686)
- архимандрит Евфимий (Рылков) (28 марта 1686—12 августа 1688)
- архимандрит Иоасаф (Лазаревич) (1688—1691)
- архимандрит Арсений (Костюрин) (12 января 1692—2 июля 1704)
- архимандрит Феодосий (Вадбольский) (1704—1711)
- архимандрит Геннадий (Беляев) (27 мая 1714—1721)[58])
- архимандрит Феофилакт (Лопатинский) (9 марта 1722—24 февраля 1723)
- архимандрит Иаков
- Феофил (Кролик) (28 июня 1723 — 1727)
- архимандрит Геннадий (Беляев) (1727—1729)[58])

…
- архимандрит Аарон (1734—23 декабря 1735)
- архимандрит Киприан (Скрипицын) (3 мая 1736—31 декабря 1737)

…
- архимандрит Варлаам (Скамницкий) (8 марта 1739—27 февраля 1743)
- архимандрит Иларион (Григорович) (1743—17 декабря 1744)

…
- наместник Иосиф (упом. 1758)
- наместник Паисий (24 декабря 1761—?)
- наместник Паисий II (1765—1766)
- наместник Мисаил (упом. 1768—1769)

…
- наместник Варнава (1774—1777)
- наместник Константин (упом. 1812)
- наместник Феофилакт (1815—1819)

…
- наместник Гавриил (21 июня 1821—20 апреля 1826)[59]
- наместник Аарон II (упом. 1822—1825)
- наместник Иоанникий (Холуйский) (12 марта 1834—3 декабря 1845)

…
- наместник Паисий (Соколов) (1857—1859)
- наместник Вениамин (Петухов) (16 августа 1859—нач. 1884)

…
- наместник Товия (Цымбал) (9 июня 1893—нач. 1903)
- наместник Иннокентий (Пустынский) (нач. 1903—кон. 1903)
- наместник Арсений (Жадановский) (26 марта 1904—?)

…
- наместник Серафим (Звездинский) (упом. 14 августа 1917)